# 多重编程范型
多范型编程语言（英語：Multi-paradigm programming language），是一種可以支持超過一種編程范型的程式語言。这个词是由丹麥計算機科學家比雅尼·斯特劳斯特鲁普（Bjarne Stroustrup）博士在其著作中提出的，用于表述C++可以同时使用多种风格来写程序，比如面向对象和泛型编程。

## 两种模态的语言
- 可视化、数据流
  - LabVIEW
- 函数式、逻辑
  - ALF
- 面向对象，函数式
  - Dylan
  - Sather
  - Claire
- 函数式，可视化
  - Spreadsheet
- 面向对象（基于类），可视化
  - Lava

## 11种模态的编程语言
- Mathematica
  - 并发编程，约束编程，数据流编程，声明性编程，分布式的编程，函数式编程，泛型编程，命令式编程，逻辑编程，元编程，面向对象编程